# Genki Ōmae
Genki Ōmae (大前 元紀 Ōmae Genki?, Yokohama, Kanagawa, 10 de diciembre de 1989) es un futbolista japonés, que se desempeña como delantero y que actualmente milita en el Omiya Ardija de Japón.

## Trayectoria
Ōmae debutó profesionalmente en el 2008, jugando por el Shimizu S-Pulse; En dicho club, jugó 83 partidos y anotó 24 goles. En el segundo semestre del 2012, el delantero fue traspasado al Fortuna Düsseldorf de la Bundesliga de Alemania; donde hasta ahora, Ōmae ha disputado solo 3 partidos en la temporada.

## Clubes
| Club               | País     | Año           |
| ------------------ | -------- | ------------- |
| Shimizu S-Pulse    | Japón    | 2008-2012     |
| Fortuna Düsseldorf | Alemania | 2012-2013     |
| Shimizu S-Pulse    | Japón    | 2013-2016     |
| Omiya Ardija       | Japón    | 2017-presente |